# 湯姆·桑德斯
湯姆·桑德斯 FRS是一名英國數學家，研究調和分析與解析數論介面上的加性組合學問題。

## 教育
桑德斯在劍橋大學攻讀數學，並於2007年因在蒂莫西·高爾斯督導下進行算術組合學研究而獲得博士學位。

## 職業生涯
2006年至2011年，桑德斯在劍橋大學基督學院擔任初級研究員，此外，2007年他在普林斯頓高等研究院擔任客座研究員，2008年在美國國家數學科學研究所擔任客座研究員，2009年在米塔格-萊弗勒研究院擔任客座研究員。2011年起，他在牛津大學擔任皇家學會大學研究員，同時也是該校數學研究所的資深研究員，以及牛津大學聖休學院的導師研究員。
在其他結果中，他改進了克勞斯·羅特關於三項算術進程的定理，接近打破所謂的對數障礙。更精確地說，他證明了最大心數 {1, 2, ..., N} 的任何子集沒有包含非三項算術级数，其大小為 {\displaystyle O\!\left({\frac {N(\log \log N)^{5}}{\log N}}\right)\;\!\!\!} 。

## 榮譽
2011年2月，桑德斯他因「運用深入的調和分析來理解算術進程並回應數理論中長期存在的猜想」而榮獲亞當斯獎。2012年7月，他獲頒歐洲數學學會獎，以表彰他「在加性組合學和諧波分析方面的基本成果，這些成果以精湛的方式將深厚的已知技術與新方法的發明結合起來，取得了驚人的成果。」2013年7月，他因其「在加性組合學和相關領域中的傑出成果」，特別是「因其論文獲得了不含三項算術進程的整數集的已知最佳上界，因其工作顯著改進了與具有小倍數的集上的弗萊曼定理相關的界線，以及在加性組合學和調和分析中的其他成果」，而榮獲倫敦數學學會的懷特海德獎。2013年9月，他獲頒歐洲組合學獎。2024年，他獲選為皇家學會院士。